# Байришцелль
Байришцелль (нем. Bayrischzell) — община в Германии, в земле Бавария. 
Подчиняется административному округу Верхняя Бавария. Входит в состав района Мисбах.  Население составляет 1571 человек (на 31 декабря 2010 года). Занимает площадь 79,46 км².